# Православ'я в Туреччині

Софійський собор у Стамбулі

Православна церква (Східна християнська церква) була основною релігією на території сучасної Туреччини з 3 до 15 століття (до розколу 1054 року це була єдина церковна структура, що включала і Римську церкву). Навіть на початку 20 століття православні в Туреччині лишалися значною меншістю, але після обміну населенням між Грецією і Туреччиною у 1924 році кількість православних різко скоротилася. У середині 20 століття відбулося кілька погромів православного населення з боку мусульман, що ще більше зменшило кількість православних віруючих у країні. Майже вся територія Туреччини знаходиться в юрисдикції Константинопольської православної церкви, окрім провінції Хатай (на кордоні з Сирією), яка знаходиться в юрисдикції Антіохійської православної церкви.
У Туреччині також широко представлено орієнтальне християнство (вірменська та сирійська церкви), до якого теж застосовується термін «православ'я».

## Історія
У регіоні, який став згодом територією Туреччини, в 1 і 2 століттях проповідував ряд апостолів і мужів апостольських, зокрема Андрій Первозванний, який шанується як засновник Константинопольської церкви. На цій території проходили засідання всіх церковних соборів, визнаних Православною церквою як Вселенські. Згідно новозавітної книги Дії (11:26) вперше іменування християн щодо послідовників Христа було вжито в Антіохії (нині Туреччина, поблизу міста Антак'я).
На початку 20 століття в Малій Азії, так само як і в Східній Фракії, вже переважали мусульмани, хоча православна більшість (71 %) збереглася в районі Айдин (м. Смірна, тобто сучасний Ізмір) і Трапезунда (Трабзон). Православні також складали значну меншість населення Константинополя (столиці Османської імперії).
Центр Антіохійського патріархату був з часом перенесений із території Туреччини в Дамаск (Сирія).
У 19 столітті на території Османської імперії також виникли парафії Російської православної церкви. На початку 20 століття в Туреччині було 7 російських православних храмів.
Наприкінці 1918 року відкрилися три російських храми в Галаті, а в 1919-1921 роках у Константинополь спрямувався цілий потік біженців із колишньої Російської імперії (за різними оцінками до 250 тисяч осіб), серед яких більшість були православними. Поміж новоприбулих опинилися російські ієрархи, які змогли отримати від Константинопольського патріархату право на створення особливої церковної російської структури в Туреччині. Указ Константинопольського синоду № 9084 від 2 грудня 1920 року надав російським архієреям ряд прав щодо пастирської опіки російських віруючих, зокрема і самоврядування у вигляді створеного з російських ієрархів органу (Епітропія). Вселенський патріарх благословив проведення в листопаді 1920 року в Константинополі архієрейського собору, який перейменував Тимчасове церковне управління Півдня Росії в Російське церковне управління за кордоном. Його головою став Антоній (Храповицький), який очолив Архієрейський Синод. Проіснувала ця організація недовго. Уже в травні 1921 року вона переїхала в Сремські Карловці. У жовтні 1921 року в Туреччині було 19 православних російських храмів, причому російські священики мали дозвіл періодично здійснювати богослужіння і в грецьких церквах.
У 1923-1924 роках стосунки між російськими православними громадами в Туреччині і Константинопольським патріархатом загострилися. Глава російського Константинопольського церковного округу архієпископ Анастасій (Грибановський) виступив проти планів реформ патріарха Мелетія. Після цього Анастасій отримав вказівку від Константинопольської патріархії про заборону «торкатися більшовизму з усіх точок зору, навіть як яскраво вираженого антирелігійного і антиморального початку, бо це могло би накинути тінь на радянську владу, визнану законною усім російським народом і Патріархом Тихоном». Незабаром патріарх Григорій VII визнав обновленство замість патріарха Тихона і заборонив архієпископа Анастасія в служінні. Згодом Анастасій виїхав із Туреччини. Російська громада в Стамбулі в 1920-і роки швидко скорочувалася. Вона налічувала в 1926 році лише 5 тисяч осіб, у 1928 році — 1747, в 1937 році — 1200. У 1923 році були встановлені дипломатичні відносини між Туреччиною і СРСР, що призвело до передачі радянським дипломатам будівель колишніх російських місій. Відразу ж були закриті церкви святителя Миколая Чудотворця і святих рівноапостольних Костянтина і Єлени.
У 1920-ті роки також різко скоротилося число православних греків у Туреччині. За умовами греко-турецького обміну населенням 1923 року православні греки зобов'язані були покинути Туреччину, а мусульмани — Грецію; виключення становили мусульмани Західної Фракії в Греції, з одного боку, і православні греки в Константинополі — з іншого. Велика частина останніх залишила країну після погрому 1955 року.
У 1929 році турецька влада закрили три дореволюційні російських церкви в Галаті, але в 1934 році Константинопольський патріархат зміг повернути їх російським ченцям.
У 1971 році у Туреччині була заборонена діяльність приватних університетів, що призвело до закриття богословської семінарії на о. Халкі — єдиного православного вищого учбового закладу, що діяв на території Туреччини.
Наприкінці 20 століття під тиском міжнародних правозахисних організацій та ЄС Туреччина послабила обмеження, які накладалися на православних і на Константинопольську православну церкву. На початку 21 століття відкрилося кілька нових парафій і було поновлено кілька історичних єпархій, повністю знищених насильним переселенням православних на початку 20 століття. Значною мірою це відбувалося завдяки православним емігрантам та робітникам із України і Росії, а також завдяки туристам із православних країн.

## Сучасний стан

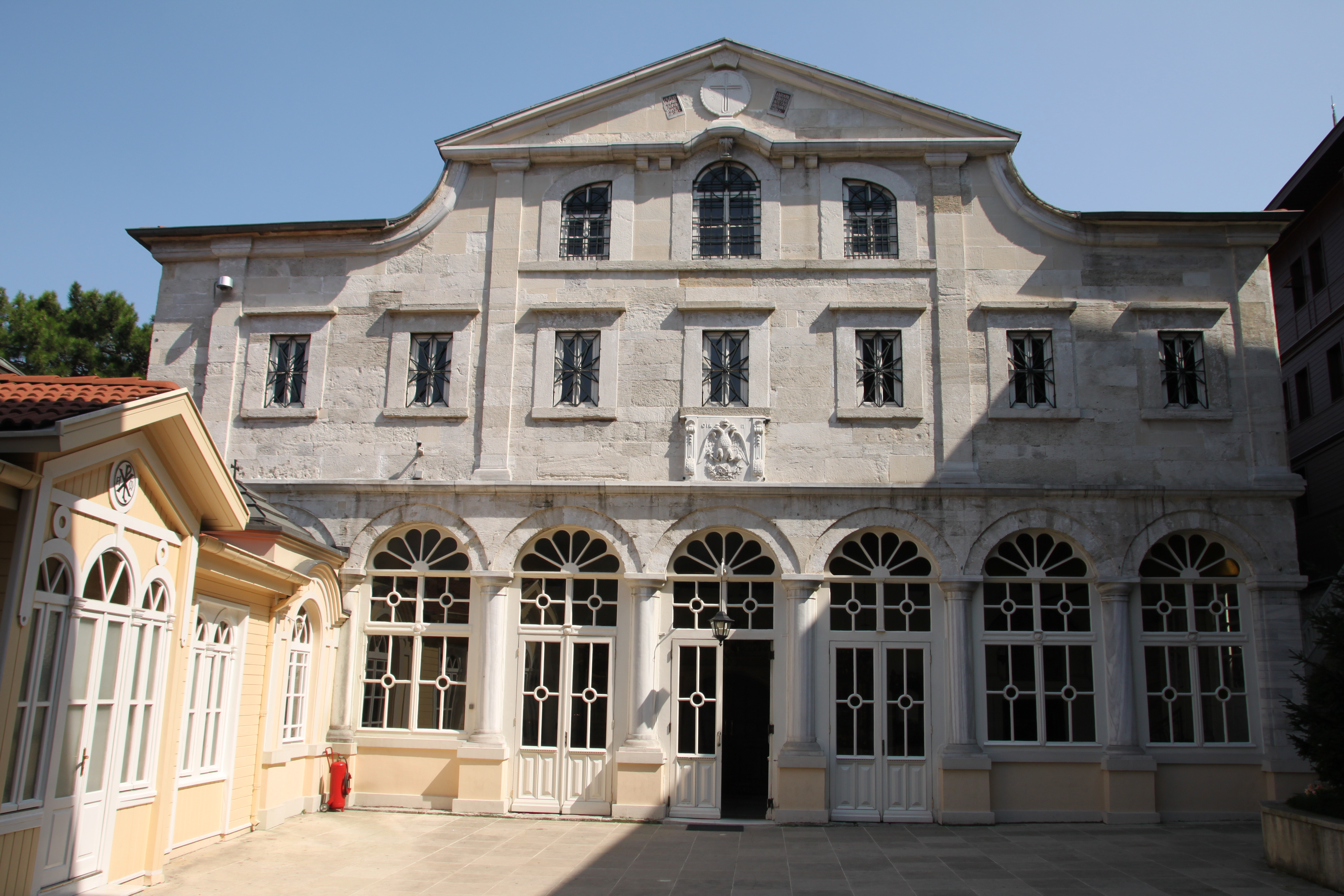
Кафедральний собор святого Георгія у Стамбулі, Вселенський патріархат.

У 2015 році на території Туреччини проживало понад 47 000 тисяч православних, що складали 0,06 % населення країни. Близько 10 000 осіб є вихідцями з Антіохійського патріархату (сирійці, араби та ліванці), а решта — греки, слов'яни, румуни та православні турки.
За іншими даними, у 2010 році православних та орієнтальних християн разом мешкало в країні 180 000 осіб, тобто 0,3 % від усього населення.
На території країни діють:
Православна церква:
- Константинопольська православна церква (Вселенський патріархат)
  - Константинопольська архієпархія
  - Адріанопольська митрополія
  - Деркська митрополія
  - Імврська і Тенедська митрополія
  - Пісідійська митрополія
  - Принкіпонніська митрополія
  - Пруська митрополія
  - Смірнська митрополія
  - Халкедонська митрополія
- Антіохійська православна церква
  - Архієпархія Алеппо та Александретти

Орієнтальне християнство:
- Вірменська апостольська церква
- Сирійська православна церква

Інші православні:
- Турецька православна церква (неканонічна)
- Ассирійська церква Сходу